# Свен III (король Дании)

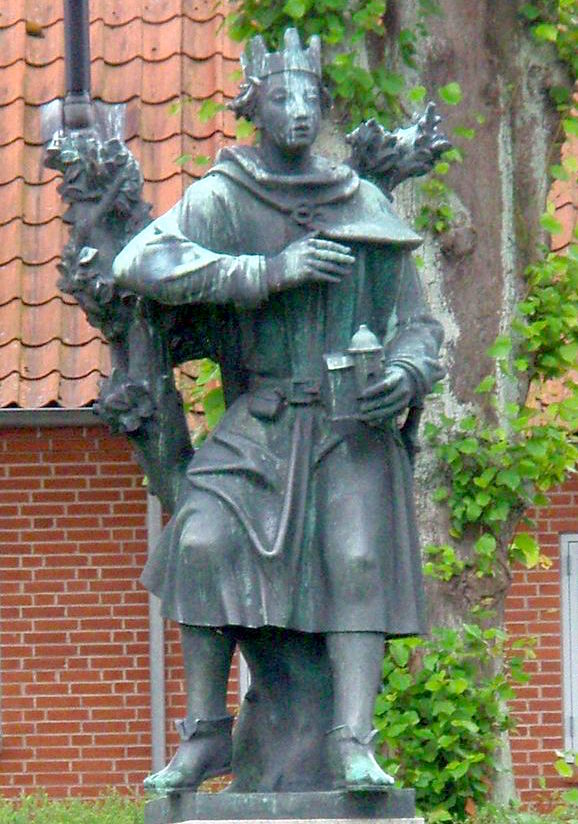
Памятник Свену III в Норборге, который он основал

Свен III Грате (дат. Svend 3. Grathe, около 1125 — 23 октября 1157) — король Дании с 1146 года. Был соправителем вместе с троюродным братом Кнудом V (1152—1154, 1157). Незаконнорожденный сын Эрика II.

## Биография
После отречения Эрика III от престола в 1146 году Свен был избран королём Зеландии и следующие несколько лет боролся с в Кнудом V, который в то время правил в Ютландии. Вместе с другим братом Вальдемаром I в 1151 году вынудил Кнуда V бежать из Дании в Священную Римскую империю, где он попросил помощи у императора. Вмешательство Фридриха I позволило Кнуду стать соправителем, Свен стал «старшим королём».
Жестокие манеры и прогерманская ориентация Свена привели к недовольству народа, и в 1154 году он был свергнут Кнудом V при поддержке Вальдемара I, который перешёл на сторону Кнуда. После нескольких лет изгнания в 1157 году вернулся на родину и добился примирения с братьями. Дания была разделена на три части, и Свен стал правителем Скании.
Во время празднования примирения в Роскилле 9 августа 1157 года пытался устранить двух других соправителей (т. н. «Кровавый пир в Роскилле»). Кнуд V был убит, а Вальдемар I бежал в Ютландию. 23 октября он победил Свена в сражении и убил его при попытке бегства на пустыре Грате, около Виборга (отсюда его прозвище).